# Tablet
Tablet računalo, pločasto računalo ili jednostavnije tablet, je prijenosno računalo sa zaslonom, sklopovima i baterijom u jednoj cjelini. Tableti su opremljeni senzorima, uključujući kamere, mikrofon, brzinomjer i zaslon osjetljiv na dodir. Dodiri prstom ili olovkom gestama zamjenjuju računalni miš i tipkovnicu. Tablet može imati i dodatnu fizičku tipkovnicu, tada ona obično kontrolira osnovne značajke kao što su glasnoća zvučnika i snaga uređaja za mrežnu komunikaciju, a služi i za punjenje baterije. Na zaslonu se obično koristi "pop-up" (iskačuća) virtualna tipkovnica. Tableti su u pravilu veći od pametnih telefona i osobnih digitalnih asistenata (PDA/dlanovnika) i mjereno dijagonalno imaju veličine zaslona od 7 inča (18 cm) ili veće.